# VIVA World Cup 2010
VIVA World Cup 2010 – czwarte w historii rozgrywki o puchar Nelsona Mandeli. Turniej został zorganizowany przez Gozo (Malta).

## Format rozgrywek
W turnieju wzięło udział 6 drużyn:
- Padania (Obrońca tytułu)
- Oksytania
- Iracki Kurdystan
- Prowansja
- Gozo (Gospodarz)
- reprezentacja Obojga Sycylii (Debiutant)

Drużyny zostały podzielone na dwie trójzespołowe grupy, z których dwie najlepsze drużyny zagrają w półfinałach o pozycje medalowe, natomiast drużyny z 3 miejsc rozegrają mecz o miejsca 5/6.

## Stadiony
| Miasto  | Stadion       | Pojemność | Mecze                                          |
| ------- | ------------- | --------- | ---------------------------------------------- |
| Xewkija | Gozo Stadium  | 4 000     | Grupa A (3), Półfinał, Mecz o 5 miejsce, Finał |
| Sannat  | Sannat Ground | 1 500     | Grupa B (3), Półfinał, Mecz o 3 miejsce        |

## Faza grupowa

### Grupa A
| Zespół    | Pkt | M | W | R | P | Br+ | Br- | +/- |
| --------- | --- | - | - | - | - | --- | --- | --- |
| Padania   | 6   | 2 | 2 | 0 | 0 | 3   | 1   | +2  |
| Oksytania | 3   | 2 | 1 | 0 | 1 | 5   | 1   | +4  |
| Gozo      | 0   | 2 | 0 | 0 | 2 | 1   | 7   | -6  |

| 31 maja 2010 20:15 | Gozo · John Camilleri 40' | 1 : 21 : 1maltafootball gozofootball | Padania · 7' Mauro Nannini · 83' Matteo Prandelli | Gozo Stadium, Xewkija Sędzia: Per-Anders Blind 1 Asystent: Karim Azad Hatim 2 Asystent: Lawrence Azzopardi Techniczny: Antonio Guido |
|                    |                           |                                      |                                                   | |

 Gozo: M. Grima, J. Cefai, F. Apap, A. Simoncic (M. Azzopardi), D. Bogdanovic, C. Camilleri, J.P. Grima (D. Farrugia), J. Camilleri (M. Cordina), I. Adesina (J. Portelli), M. Stojanovic, A. Williams

 Padania: M. Pedersoli, L. Taddeo, S. Tignonsini, L. Mosti, M. Rostirolla (A. Rota), F. Calandrelli, R. Cortinotis (A. Casse), M. Bertoni, V. Chiarotto (F. Valtolina), A.G. Motta (E. Pedersoli), M. S. Nannini (M. Prandelli)
| 1 czerwca 2010 19:30 | Oksytania | 0 : 10 : 0maltafootball gozofootball | Padania · 65' Simone Ghezzi | Gozo Stadium, Xewkija Sędzia: Karim Azad Hatim 1 Asystent: Joe Bajada 2 Asystent: Eucharist Portelli Techniczny: Claudio Guida |
|                      |           |                                      |                             | |

 Oksytania: J. Leban, A. Bachmann, M. Ballue (K. Foussereau), A. Beaure, S. Hernandez, N. Cayetano, J. Amiel (G. Soro), W. Alquier, B. Massare, J. Cantier (S. Taillan), N. De Sachy (E. Gamet)

 Padania: A. Paoletti, E. Pedersoli, S. Baronchelli, S. Tignonsini, F. Calandrelli, S. Gervasoni (L. Mosti), A. Rota, M. Ravetto (S. Ghezzi), V. Chiarotto (F. Valtolina), A. Casse (M. Ganz), M. Prandelli (R. Cortinovis)
| 2 czerwca 2010 19:30 | Gozo | 0 : 50 : 2maltafootball gozofootball | Oksytania · 1' (k), 36' Marc Ballue · 61' Sebastien Taillan · 88' Jordan Amiel · 90+2' Guilhem Soro | Gozo Stadium, Xewkija Sędzia: Per Ander Blind 1 Asystent: Luciano Casnati 2 Asystent: Karim Azad Hatim Techniczny: Claudio Guida |
|                      |      |                                      | | |

 Gozo: M. Grima (F. Vella), F. Apap (B. Meilak), M. Azzopardi, A. Simoncic, C. Camilleri, P. Buttigieg (D. Farrugia), J. Camilleri (R. Buttigieg), J. Portelli, I. Adesina (M. Cordina), M. Stojanovic, A. Williams

 Oksytania: J. Leban (R. Veliat), B. Naumceuski, R. Danyach, M. Ballue (B. Massare), K. Feussereau, N. Cayetano (W. Alquier), C. Mouysset, S. Taillan (J. Cantier), B. Bastier, E. Gamet (J. Amiel), G. Soro.

### Grupa B
| Zespół                       | Pkt | M | W | R | P | Br+ | Br- | +/- |
| ---------------------------- | --- | - | - | - | - | --- | --- | --- |
| Iracki Kurdystan             | 6   | 2 | 2 | 0 | 0 | 7   | 3   | +4  |
| reprezentacja Obojga Sycylii | 3   | 2 | 1 | 0 | 1 | 2   | 4   | -2  |
| Prowansja                    | 0   | 2 | 0 | 0 | 2 | 2   | 4   | -2  |

| 31 maja 2010 17:30 | Iracki Kurdystan · Shkar Mushin 21' · Hydar Qaraman 51', 55' · Karzan Abdullah 83' | 4 : 11 : 0maltafootball gozofootball | reprezentacja Obojga Sycylii · 67' Pietro Cappuccilli | Sannat Ground, Sannat Sędzia: Aaron Refalo 1 Asystent: Joe Bajada 2 Asystent: Eucharist Portelli Techniczny: Georgi Radu |
|                    |                                                                                    |                                      |                                                       | |

  Iracki Kurdystan: D.H. Hamed, H. Hamakhan, S. Haseebweli, A. Schakormirdan, H. Seyamnd, N.Y. Shukri (A. Aziztahir), B. Abdulkarim (H. Noorduldeen), D. Rahman, S. Muhsin (K. Mohammed), H. Qaraman (P. Abdulradha), A. Ayad (K. Abdullah)

 reprezentacja Obojga Sycylii: R. Izzo, M. Capezzuto, G. Baghara, G.L. Espositio, V. Basso (R. Di Giacomo), D. Macari, A. De Luca, M. Altieri (P. Cappuccilli), E. Velardi, B. Rea, A. Bonavolonta (E. Lepre)
| 1 czerwca 2010 17:30 | Prowansja | 0 : 10 : 1maltafootball gozofootball | reprezentacja Obojga Sycylii · 5' (k) Pietro Cappuccilli | Sannat Ground, Sannat Sędzia: Luciano Casnati 1 Asystent: Antonio Guida 2 Asystent: Per-Anders Blind Techniczny: Mario Mazzoleni |
|                      |           |                                      |                                                          | |

 Prowansja: D. Larsonnier, T. Gossot (J. Perrin), S. Tognarelli, Y. Attar, K. Bouaqoua (B. Benattar), Y. Liset, N. Guendouz, O. Naffati (J. Fiala), N. Ramdane, B. Borchesi (S. Juan), C. Benchaa (J. Zeroual)

 reprezentacja Obojga Sycylii: R. Izzo, M. Capezzuto, G. Baghara (M. Zamparelli), G.L. Espositio, D. Macari (E. Lepre), V. Basso (F. Balestra), A. De Luca, E. Velardi, B. Rea (A. Bonavolonta), P. Cappuccilli, R. De Giacomo
| 2 czerwca 2010 17:30 | Iracki Kurdystan · Hydar Qaraman 31', 90+5' · Deyar Rahman 35' | 3 : 22 : 2maltafootball gozofootball | Prowansja · 19', 39' Bruno Borghesi | Sannat Ground, Sannat Sędzia: Antonio Guida 1 Asystent: Aaron Fenech 2 Asystent: Joe Bajada Techniczny: Mario Mazzoleni |
|                      |                                                                |                                      |                                     | |

 Iracki Kurdystan: A. Othman, H. Qaraman, B. Abdulkarim (S. Haseeb), P. Abdulradha (S. Aziz), H. Seyamand, F. Haidar, S. Muhsin (H. Nooruldeen), A. Aziz (N. Shukri), K. Abdullah (A. Ayad), M. Hamakhan, D. Rahman

 Prowansja: D. Larsonnier, S. Tognarelli, B. Benattar, Y. Liset (J. Perrin), N. Guendouz, N. Ramdane (S. Juan), B. Borghesi, J. Fiala, C. Benchaa, K. Bourqoua, T. Gossot

## Faza finałowa

### Półfinały
| 4 czerwca 2010 17:30 | Padania · Mauro Nannini 62' · Maurizio Ganz 86' | 2 : 00 : 0maltafootball | reprezentacja Obojga Sycylii | Gozo Stadium, Xewkija Sędzia: Hatim Karim Azad Asystent 1: Luciano Casnati Asystent 2: Aaron Fenech Techniczny: Joe Bajada |
|                      |                                                 |                         |                              | |

 Padania: M. Pedersoli, E. Pedersoli, S. Tignionsini, M. Bertoni, L. Taddeo, R. Cortinovis (A. Casse), L. Mosti (M. Rostirolla), V. Chiarotto (M. Ganz), A.G. Motta, M.S. Nannini (M. Prandelli), S. Ghezzi (A. Rota)

 rep. Obojga Sycylii: R. Izzo, F. Maresca (M. Zamparelli), A. Valerio, G.L. Esposito, M. Capezzuto, D. Macari (M. Altieri), E. Velardi, A. Deluca (B. Rea), A. Bonavolonta (F. Balestra), P. Cappuccilli, R. Di Giacomo
| 4 czerwca 2010 19:30 | Iracki Kurdystan · Hydar Qamaran 71' · Karzan Mohammed 82' | 2 : 11 : 1maltafootball | Oksytania · 37' Eric Gamet | Gozo Stadium, Xewkija Sędzia: Antonio Guida Asystent 1: Joe Bajada Asystent 2: Per-Anders Blind Techniczny: Mario Mazzoleni |
|                      |                                                            |                         |                            | |

 Iracki Kurdystan: D. Hamed, M. Hamakhan, S. Haseeb, A. Schakor, H. Seyamand, B. Abdulkarim, N. Shukri (A. Aziz), D. Rahman (F. Haidar), S. Muhsin (H. Nooruldeen), H. Qarman, A. Ayad (K. Mohammed)

 Oksytania: J. Leban, B. Naumceuski (A. Backmann), M. Ballue, A. Beaure, G. Hernandez, N. Cayetano, W. Alquier, J. Amiel, S. Taillan (B. Massare), G. Soro, E. Gamet

### O 5 miejsce
| 4 czerwca 2010 15:30 | Gozo · Rodney Buttigieg 59' · John Camilleri 89' | 2 : 10 : 1maltafootball | Prowansja · 19' Stephane Juan | Sannat Ground, Sannat Sędzia: Aaron Fenech Asystent 1: Eucharist Portelli Asystent 2: Per-Anders Blind Techniczny: Gheorghie Radu |
|                      |                                                  |                         |                               | |

 Gozo: M. Grima, J. Cefai, F. Apap, A. Portelli (A. Simoncic), M. Cordina (I. Adesina), R. Buttigieg, J. Camilleri, J. Portelli, S. Bajada, M. Stojanovic, A. Williams

 Prowansja: T. Gossot, S. Tognarelli (T. Rarcade), B. Benattar, Y. Attar, J. Perrin (K. Bourqoua), N. Guendouz (Y. Liset), S. Juan, B. Borghesi (N. Ramdane), J, Zeroual, J. Fiala, C. Benchaa

### O 3 miejsce
| 5 czerwca 2010 14:00 | Oksytania · Sebastien Taillan 28' · Eric Gamet 90+3' | 2 : 0maltafootball gozofootball | reprezentacja Obojga Sycylii | Sannat Ground, Sannat Sędzia: Luciano Casnati Asystent 1: Vincent Cassar Asystent 2: Lawrence Azzopardi Techniczny: Gheorghi Radu |
|                      |                                                      |                                 |                              | |

 Oksytania: R. Veziat, A. Bachmann, R. Danyach (G. Soro), K. Foussereau, C. Mouysset, N. Cayetano, B. Massare, J. Cantier, B. Bastier, S. Taillan (G. Hernandez), N. Desachy (E. Gamet)

 rep. Obojga Sycylii: D. Fiorenzano, G. Baghara, A. Paracolli, F. Maresca (A. Valerio), A. De Luca (A. Bonavolonta), D. Macari (B. Rea), V. Basso, E. Velardi, F. Balestra, P. Cappuccilli, E. Lepre

### Finał
| 5 czerwca 2010 18:00 | Padania · Luca Mosti 24' | 1 : 0maltafootball gozofootball | Iracki Kurdystan | Gozo Stadium, Xewkija Sędzia: Mario Mazzoleni Asystent 1: Luciano Casnati Asystent 2: Azhad Hatim Karim Techniczny: Joe Bajada |
|                      |                          |                                 |                  | |

 Padania: M. Pedersoli, E. Pedersoli, S. Beronchelli, S. Tignonsini, F. Calandrelli, A.G. Motta, L. Mosti, V. Chiarotto, A. Casse, M.S. Nannini, M. Prandelli

 Kurdystan: D. Hamed, M. Hamakhan, A. Schakor, H. Seyamand, A. Ayad, A. Qaraman, B. Abdulkarim, D. Rahman, F. Haidar, A. Aziz, H. Nooruldeen

## Końcowa klasyfikacja
| lp | zespół                       | M | Z | R | P | B+ | B- | +/- |
| -- | ---------------------------- | - | - | - | - | -- | -- | --- |
|    | Padania                      | 4 | 4 | 0 | 0 | 6  | 1  | +5  |
|    | Iracki Kurdystan             | 4 | 3 | 0 | 1 | 9  | 5  | +4  |
|    | Oksytania                    | 4 | 2 | 0 | 2 | 8  | 3  | +5  |
| 4  | Reprezentacja Obojga Sycylii | 4 | 1 | 0 | 3 | 2  | 8  | -6  |
| 5  | Gozo                         | 3 | 1 | 0 | 2 | 3  | 8  | -5  |
| 6  | Prowansja                    | 3 | 0 | 0 | 3 | 3  | 6  | -3  |